# 2005 PN21
2005 PN21, também escrito como 2005 PN21, é um objeto transnetuniano que está localizado no Cinturão de Kuiper, uma região do Sistema Solar. Este corpo celeste é classificado como um cubewano. Ele possui uma magnitude absoluta de 6,3 e tem um diâmetro estimado com 242 km.

## Descoberta
2005 PN21 foi descoberto no dia 8 de agosto de 2005.

## Órbita
A órbita de 2005 PN21 tem uma excentricidade de 0,000 e possui um semieixo maior de 45,739 UA. O seu periélio leva o mesmo a uma distância de 45,739 UA em relação ao Sol e seu afélio a 45,739 UA.